# Selección de rugby de Rusia
La selección de rugby de Rusia representa a este país del este de Europa en las competiciones internacionales de rugby. Este deporte está siendo administrado por la Federación Rusa de Rugby. Su seleccionado como el de Georgia, reciben la herencia directa de la Selección de la Unión Soviética, y jugó con un equipo combinado con las anteriores repúblicas socialistas hasta que en 1992 comienza su andadura en solitario como Rusia.
Actualmente se encuentra suspendida de las competiciones de World Rugby y Rugby Europe a consecuencia de la Invasión de Ucrania.
Rusia compite habitualmente en la European Nations Cup (ENC), y más recientemente en la Nations Cup. Su evolución en los últimos años ha sido meteórica, y se observa en el segundo puesto logrado en la temporada 2006-08 de la ENC, y que tras la primera vuelta de la temporada 2008-2010 se mantuvo en el tercer puesto, que clasifica para la fase de repesca de cara al Mundial 2011, a pesar de haber jugado un partido menos. Además, la progresión del rugby ruso se observa en su asentamiento entre los 20 primeros países del ranking mundial de la World Rugby.
Rusia logró clasificar a la Copa Mundial de Rugby de 2011, perdiendo sus cuatro partidos ante Estados Unidos, Australia, Italia e Irlanda.
El equipo tiene saldo positivo ante España, Portugal y Ucrania, y negativo en sus encuentros ante Rumania. Derrotó una sola vez a Georgia y Japón, en tanto que ha perdido todos sus partidos ante Australia, Irlanda, Italia, Saxons de Inglaterra, Francia A.

## Estadísticas
A continuación, un cuadro con los resultados del XV de Rusia en test matches hasta el 12 de febrero de 2022.
| Adversario         | Jugados | Ganados | Perdidos | Empatados | % Efectividad |
| ------------------ | ------- | ------- | -------- | --------- | ------------- |
| Alemania           | 11      | 11      | 0        | 0         | 100.0%        |
| Argentina XV       | 7       | 2       | 5        | 0         | 28.5%         |
| Australia          | 1       | 0       | 1        | 0         | 0.0%          |
| Bélgica            | 8       | 7       | 1        | 0         | 87.5%         |
| Canadá             | 5       | 1       | 4        | 0         | 20.0%         |
| Chile              | 3       | 1       | 2        | 0         | 33.3%         |
| Croacia            | 1       | 1       | 0        | 0         | 100.0%        |
| Dinamarca          | 3       | 3       | 0        | 0         | 100.0%        |
| Emerging Ireland   | 1       | 0       | 1        | 0         | 0.0%          |
| Emerging Italy     | 2       | 0       | 2        | 0         | 0.0%          |
| England Saxons     | 1       | 0       | 1        | 0         | 0.0%          |
| Escocia            | 1       | 0       | 1        | 0         | 0.0%          |
| Escocia A          | 1       | 0       | 1        | 0         | 0.0%          |
| España             | 25      | 16      | 9        | 0         | 64.0%         |
| Estados Unidos     | 8       | 0       | 8        | 0         | 0.0%          |
| Francia militar    | 1       | 0       | 1        | 0         | 0.0%          |
| Francia XV         | 2       | 0       | 2        | 0         | 0.0%          |
| Georgia            | 25      | 1       | 23       | 1         | 4.0%          |
| Hong Kong          | 5       | 5       | 0        | 0         | 100.0%        |
| Irlanda            | 3       | 0       | 3        | 0         | 0.0%          |
| Italia             | 5       | 0       | 5        | 0         | 0.0%          |
| Italia A           | 4       | 0       | 4        | 0         | 0.0%          |
| Japón              | 7       | 1       | 6        | 0         | 14.2%         |
| Kenia              | 1       | 1       | 0        | 0         | 100.0%        |
| Marruecos          | 3       | 2       | 1        | 0         | 66.6%         |
| Namibia            | 7       | 5       | 2        | 0         | 71.4%         |
| Noruega            | 1       | 1       | 0        | 0         | 100.0%        |
| Países Bajos       | 5       | 5       | 0        | 0         | 100.0%        |
| Papúa Nueva Guinea | 1       | 1       | 0        | 0         | 100.0%        |
| Polonia            | 4       | 4       | 0        | 0         | 100.0%        |
| Portugal           | 20      | 14      | 5        | 1         | 70.0%         |
| República Checa    | 8       | 6       | 2        | 0         | 75.0%         |
| Rumania            | 26      | 8       | 17       | 1         | 30.7%         |
| Samoa              | 1       | 0       | 1        | 0         | 0.0%          |
| Suecia             | 1       | 0       | 1        | 0         | 0.0%          |
| Túnez              | 2       | 2       | 0        | 0         | 100.0%        |
| Ucrania            | 9       | 9       | 0        | 0         | 100.0%        |
| Uruguay            | 10      | 4       | 6        | 0         | 40.0%         |
| USA Selects        | 1       | 1       | 0        | 0         | 100.0%        |
| Zimbabue           | 3       | 3       | 0        | 0         | 100.0%        |
| Total              | 232     | 114     | 115      | 3         | 49.13%        |

## Palmarés

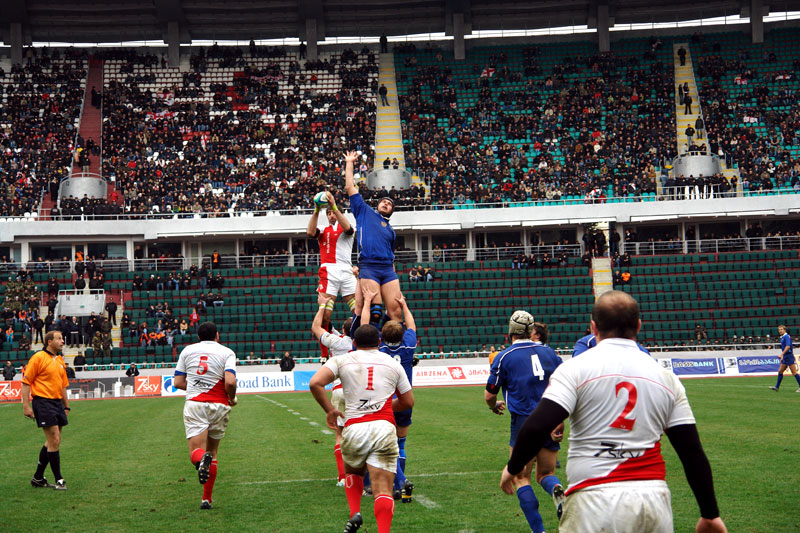
Georgia vs. Rusia, 24 de marzo de 2007

- Cup of Nations (3): 2015,[3] 2016 y 2017

- European Nations Cup - División 2 (1): 2000

## Participación en copas
| - Sudáfrica 1995: no clasificó - Gales 1999: no clasificó - Australia 2003: no clasificó - Francia 2007: no clasificó - Nueva Zelanda 2011: 5º en el grupo - Inglaterra 2015: no clasificó - Japón 2019: 5º en el grupo - Francia 2023: suspendido por WR - Australia 2027: suspendido por WR Para los Mundiales de Nueva Zelanda 1987 e Inglaterra 1991 vea Selección de rugby de la Unión Soviética. - Nations Cup 2006: 3º puesto - Nations Cup 2008: 6º puesto (último) - Nations Cup 2009: 5º puesto - Nations Cup 2012: 5º puesto - Nations Cup 2013: 4º puesto (último) - Nations Cup 2014: 4º puesto (último) - Nations Cup 2017: 2º puesto - Nations Cup 2019: 2º puesto - Cup of Nations 2015: Campeón invicto - Cup of Nations 2016: Campeón invicto - Cup of Nations 2017: Campeón invicto | - ENC 2001: 3º puesto - ENC 2001-02: 3º puesto - ENC 2003-04: 4º puesto - ENC 2004-06: 4º puesto - ENC 2006-08: 2º puesto - ENC 2010: 3º puesto - ENC 2012: 4º puesto - ENC 2014: 3º puesto - ENC 2016: 3º puesto - REC 2017: 4º puesto - REC 2018: 2º puesto - REC 2019: 4º puesto - REC 2020: 5º puesto - REC 2021: 5° puesto - REC 2022: 6° puesto - 2023 - actualidad: suspendido por WR - ENC 2000: Campeón - Superpowers Cup 2003: Campeón invicto |

## Selección actual
Rusia anunció su equipo de 31 hombres el 1 de septiembre para la Copa Mundial de Rugby de 2019.
Entrenador:  Lyn Jones
| Posición       | Nombre               | Fecha de nacimiento      | Caps | Club            |
| -------------- | -------------------- | ------------------------ | ---- | --------------- |
| hooker         | Serguéi Chernyshev   | 13 de mayo de 1988       | 12   | Slava Moscow    |
| hooker         | Evgueni Matveev      | 15 de abril de 1985      | 60   | VVA-Podmoskovye |
| hooker         | Stanislav Sel'skiy   | 9 de febrero de 1991     | 37   | Enisey-STM      |
| pilier         | Azamat Bitiev        | 9 de diciembre de 1989   | 21   | Krasny Yar      |
| pilier         | Kíril Gotovtsev      | 17 de julio de 1987      | 4    | Krasny Yar      |
| pilier         | Valeri Morozov       | 21 de septiembre de 1994 | 19   | Sale Sharks     |
| pilier         | Vladimir Podrezov    | 27 de enero de 1994      | 25   | VVA-Podmoskovye |
| pilier         | Andrei Polivalov     | 9 de agosto de 1986      | 27   | VVA-Podmoskovye |
| segunda línea  | Evgueni Elgin        | 10 de marzo de 1987      | 24   | Enisey-STM      |
| segunda línea  | Bogdan Fedotko       | 22 de septiembre de 1994 | 21   | Krasny Yar      |
| segunda línea  | Andrei Garbuzov      | 7 de agosto de 1983      | 97   | Krasny Yar      |
| segunda línea  | Andrei Ostrikov      | 2 de julio de 1987       | 34   | Grenoble        |
| back row       | Tagir Gadzhiev       | 29 de marzo de 1994      | 28   | Kuban           |
| back row       | Victor Gresev        | 31 de marzo de 1986      | 101  | Krasny Yar      |
| back row       | Roman Jodin          | 6 de septiembre de 1993  | 5    | Kuban           |
| back row       | Anton Sychev         | 5 de febrero de 1994     | 15   | Metallurg       |
| back row       | Nikita Vavilin       | 13 de mayo de 1994       | 11   | Slava Moscow    |
| back row       | Vitali Zhivatov      | 16 de febrero de 1992    | 10   | VVA-Podmoskovye |
| medio scrum    | Vasili Dorofeev      | 6 de agosto de 1990      | 23   | Krasny Yar      |
| medio scrum    | Dimitri Perov        | 18 de noviembre de 1984  | 11   | VVA-Podmoskovye |
| medio apertura | Ramil Gaisin         | 26 de julio de 1991      | 45   | Enisey-STM      |
| medio apertura | Yuri Kushnarev       | 6 de junio de 1985       | 110  | Krasny Yar      |
| medio apertura | Serguei Yanyushkin   | 16 de noviembre de 1986  | 16   | Lokomotiv Penza |
| centro         | Igor Galinovskiy     | 8 de noviembre de 1985   | 50   | Krasny Yar      |
| centro         | Dimitri Gerasimov    | 16 de abril de 1988      | 65   | Enisey-STM      |
| centro         | Kiril Golosnitski    | 30 de mayo de 1994       | 10   | Krasny Yar      |
| centro         | Vladimir Ostroushko  | 30 de septiembre de 1986 | 49   | KubanYar        |
| wing           | German Davidov       | 10 de marzo de 1994      | 18   | VVA-Podmoskovye |
| wing           | Denis Simplikevich   | 11 de marzo de 1991      | 28   | Enisey-STM      |
| wing           | Vladislav Sozonov    | 9 de octubre de 1993     | 9    | VVA-Podmoskovye |
| zaguero        | Vasili Artemiev (c.) | 24 de julio de 1987      | 89   | Krasny Yar      |